# Solenomelus segethi
Solenomelus segethi är en irisväxtart som först beskrevs av Rodolfo Amando Philippi, och fick sitt nu gällande namn av Carl Ernst Otto Kuntze. Solenomelus segethi ingår i släktet Solenomelus och familjen irisväxter. Inga underarter finns listade i Catalogue of Life.